# Песевич, Кшиштоф
Кшиштоф Марек Песевич (пол. Krzysztof Piesiewicz; 25 октября 1945, Варшава, Польша) — польский юрист, киносценарист и политик. Более всего известен как соавтор режиссёра Кшиштофа Кесьлёвского, участвовал в написании сценариев его 17-ти фильмов, начиная с «Без конца», в том числе трилогии «Три цвета», цикла «Декалог» и фильма «Двойная жизнь Вероники». После смерти Кесьлёвского продолжил писать сценарии. С 1991 по 1993 и с 1997 по 2011 годы был сенатором Сената Польши, возглавлял польскую политическую партию «Избирательная акция Солидарность».

## Биография
Песевич изучал право в Варшавском университете и начал практиковать в 1973 году. В конце 1970-х годов он занимался политическими делами, защищал оппозиционеров коммунистического режима, выступал в качестве юридического советника профсоюза «Солидарность» и помогал в успешном судебном преследовании убийц Ежи Попелушко, был адвокатом Рышарда Куклинского.
В 1982 году он познакомился с кинорежиссёром Кшиштофом Кесьлевским во время военного положения в Польше, который планировал снять документальный фильм о политических показательных процессах. Песевич согласился помочь, хотя и сомневался, что в условиях судебной системы можно снять правдивый фильм. Кинематографисты обнаружили, что их присутствие в зале суда влияет на рассмотрение дел, часто улучшая перспективы обвиняемых, но затрудняя фиксацию судебных нарушений.
Кесьлевский решил исследовать эту проблему в игровом кино, а не документальном, и в 1984 году они с Песевичем впервые выступили как со-сценаристы художественного фильма «Без конца».
Песевич продолжил свою юридическую карьеру, но поддерживал связь с Кесьлёвским и три года спустя убедил его создать серию фильмов, основанных на десяти заповедях. Цикл «Декалог» отразил взаимный интерес режиссеров к моральным и этическим дилеммам в современной социальной и политической жизни и позднее был признан критиками по всему миру.
Их последующие совместные работы, «Двойная жизнь Вероники» и «Три цвета», были посвящены метафизической теме личного выбора и казались относительно аполитичными, хотя в основе трилогии «Три цвета» лежала идея Песевича обыграть в драматическом ключе французские политические идеалы свободы, равенства и братства так же, как ранее они драматизировали десять заповедей в «Декалоге».
Песевич был соавтором почти всех проектов Кесьлёвского, вышедших после «Без конца», последним из которых стала «Надежда», поставленная Станиславом Мухой уже после смерти Кесьлёвского. Том Тыквер снял фильм «Рай» по сценарию, написанному Кесьлёвским в соавторстве с Кшиштофом. Песевич начал писать новую серию фильмов «Заклеймённые», первый из них, «Тишина», был снят Михалом Розой, выпускником киношколы Кесьлёвского, и вышел на экраны в 2002 году. Песевич также написал книгу «От „Без конца“ до конца», посвященную его работе с Кесьлёвским.

## Политическая карьера
Карьера Песевича в политике началась в 1989 году, когда он начал работать в коалиции «Избирательная акция Солидарность». В 1991 году он был избран в Сенат Польши, проработал там два года. В 2002 году «Солидарность» избрала Песевича своим лидером, он занимал этот пост до роспуска партии в 2004 году. В 2011 году он не стал баллотироваться, чтобы переизбраться в Сенат.
О Песевиче говорили, что он «усиленно лоббировал запрет смертной казни, написав бесчисленное количество статей в польской прессе».
После истечения срока полномочий ему были предъявлены обвинения в преступлениях, связанных с наркотиками. В декабре 2013 года районный суд оправдал его по всем семи пунктам обвинения. В мае 2014 года областной суд, подав апелляцию, отменил решение по трём пунктам обвинения и направил дело на повторное рассмотрение. Наконец, в мае 2018 года он был оправдан и по этим пунктам.

## Фильмография
- 1988 — Декалог / Dekalog — цикл из 10 телефильмов (совместно с Кшиштофом Кесьлёвским)
- 1988 — Короткий фильм об убийстве / Krótki film o zabijaniu (совместно с Кшиштофом Кесьлёвским)
- 1989 — Короткий фильм о любви / Krótki film o miłości (совместно с Кшиштофом Кесьлёвским)
- 1991 — Двойная жизнь Вероники / La Double vie de Véronique /Podwójne życie Weroniki (совместно с Кшиштофом Кесьлёвским)
- 1993 — Три цвета: Синий / Trois couleurs: Bleu (совместно с Кшиштофом Кесьлёвским)
- 1994 — Три цвета: Белый / Trois couleurs: Blanc /Trzy kolory: Biały (совместно с Кшиштофом Кесьлёвским)
- 1994 — Три цвета: Красный / Trois couleurs: Rouge (совместно с Кшиштофом Кесьлёвским)
- 2001 — Тишина / Cisza
- 2002 — Рай / Heaven (совместно с Кшиштофом Кесьлёвским)
- 2005 — Ад / L'enfer (совместно с Данисом Тановичем)
- 2007 — Надежда / Nadzieja
- 2018 — Блуждайте и горите, бесконечные звезды / Wander and Burn, the Endless Stars

## Награды и номинации
- 1994 — номинация на премию «Сезар» за сценарий к фильму «Три цвета: Синий»
- 1995 — номинация на премию «Оскар» за сценарий к фильму «Три цвета: Красный»
- 1995 — номинация на премию «Сезар» за сценарий к фильму «Три цвета: Красный»
- 1995 — номинация на премию BAFTA за сценарий к фильму «Три цвета: Красный»
- 2002 — номинация на премию Европейской киноакадемии за сценарий к фильму «Рай»